# Jannik Freese
Jannik Jürgen Freese (Oldenburg, 13 agosto 1986) è un ex cestista tedesco.